# Franz Gipser
Franz Gipser (* 25. Januar 1890 in Neuburg an der Donau; † 5. Oktober 1955 in München) war ein deutscher Jurist und Präsident des Bayerischen Obersten Landesgerichts.

## Leben und Wirken
Gipsers juristische Ausbildung nach dem Abitur 1909 am Wilhelmsgymnasium München wurde durch die Teilnahme von 1914 bis 1918 am Ersten Weltkrieg unterbrochen. Zuletzt diente er als Oberleutnant der Reserve. Nach Kriegsende schloss er seine juristische Ausbildung ab und wurde 1920 Gerichtsassessor in München. 1922 wechselte er an die Staatsanwaltschaft Passau. 1926 wurde er Amtsrichter und später Staatsanwalt. Als solcher wurde er an die Reichsstaatsanwaltschaft in Leipzig abgeordnet. 1930 wurde Gipser zum Richter am Landgericht München I ernannt, aber zugleich an das Bayerische Staatsministerium der Justiz abgeordnet. Dort wurde er 1933 zum Oberregierungsrat ernannt, 1934 wurde er Ministerialrat. Ab dem 1. April 1935 war Gipser als Oberlandesgerichtsrat am Oberlandesgericht München tätig. 1946 wurde er zum Senatspräsidenten am Oberlandesgericht München ernannt, aber wiederum bis 1948 an das Bayerische Staatsministerium der Justiz abgeordnet. 1948 wurde Gipser Senatspräsident am Bayerischen Obersten Landesgericht. Zu dessen Präsidenten wurde er am 1. April 1954 ernannt. Diese Stellung hatte er bis zu seinem Tod im Oktober 1955 inne.